# Stobreč

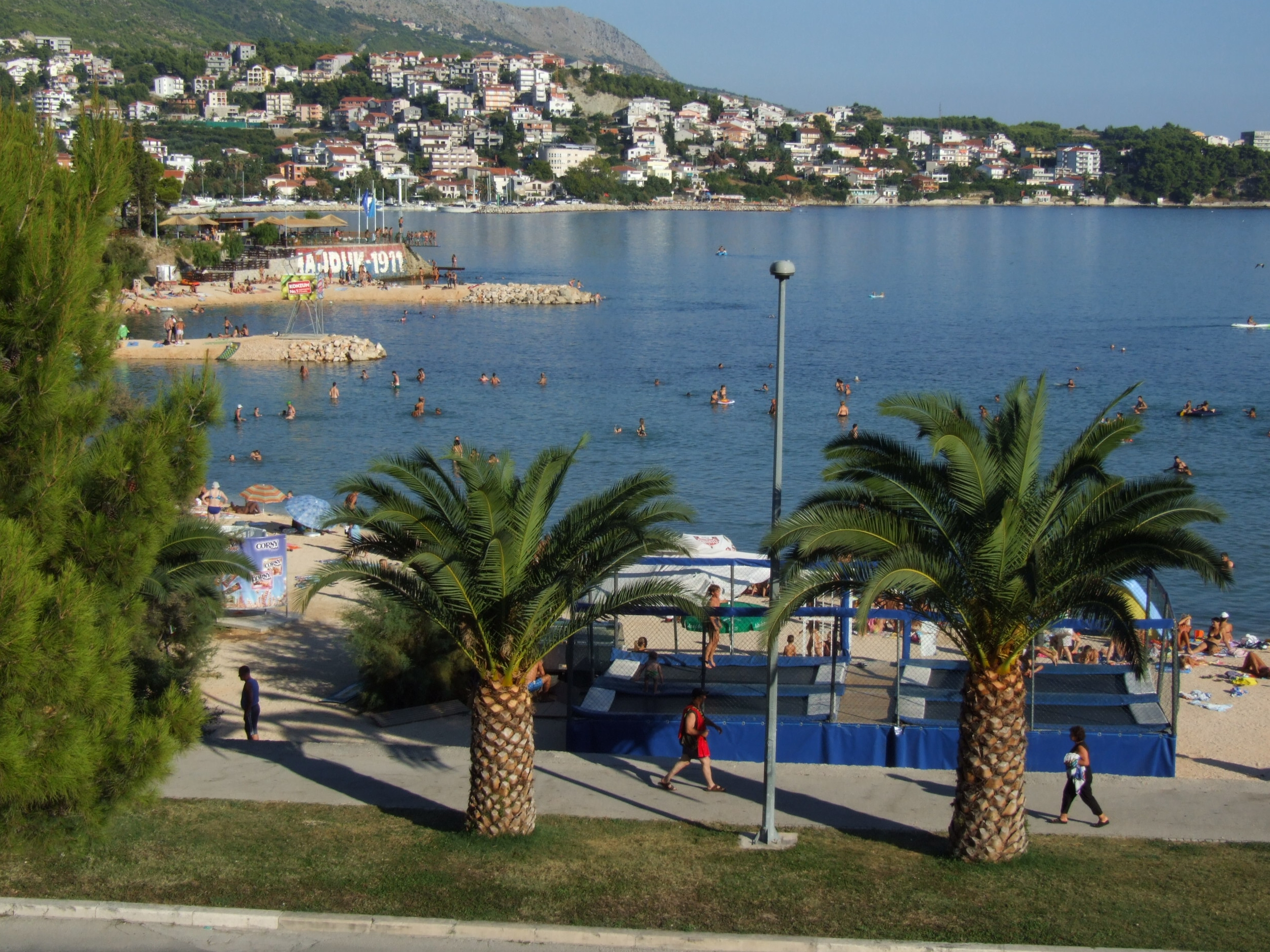
Strand in Stobreč

Stobreč ist ein 6 km südöstlich von Split gelegener Vorort von Split in Kroatien an der Adria in Dalmatien. Stobreč hat 2978 Einwohner (Stand 2011). Der Ort Stobreč befindet sich auf einer Halbinsel, neben der sich weitere Ortsteile entwickelten.

## Geschichte
Stobreč wurde im 3. Jahrhundert v. Chr. von griechischen Kolonisten gegründet. Von der antiken Siedlung sind noch Reste griechischer Mauern erhalten. In römischer Zeit war der Ort als Epetium bekannt. Im Jahr 1080 wurde er erstmals in einer Urkunde erwähnt.
Im Mittelalter war Stobreč für seine Wassermühlen und Salinen bekannt und war im 15. Jahrhundert Grenzort zwischen dem venezianischen und dem türkischen Herrschaftsgebiet.

## Sehenswertes
- Die Basilika (St. Laurentius) aus dem 5. Jahrhundert in der Stadtmitte zeugt von einer frühchristlichen Besiedelung.
- Die Kirche St. Michael aus dem 13.–14. Jahrhundert ist im romanisch-gotischen Übergangsstil erbaut.
- Die Pfarrkirche St. Maria im Barockstil wurde 1727 erbaut und im 19. Jh. umgebaut. Hier findet man an einer Wand als Spolie das Relief einer Reitergestalt mit Flechtwerkornamentik. Im Kirchenboden sind Grabtafeln aus dem 15. Jh. eingelassen.

## Wirtschaft
Die Bevölkerung Stobrečs lebt hauptsächlich von der Landwirtschaft, dem Wein-, Obst- und Gemüseanbau und dem Tourismus.